# Michael Böhm (Mediziner)
Michael Böhm (* 18. September 1958 in Bückeburg) ist ein deutscher Kardiologe. Er ist seit Oktober 2000 Direktor der Klinik für Innere Medizin III des Universitätsklinikums des Saarlandes und hat die Forschungsschwerpunkte Herzinsuffizienz, Atherosklerose, Bluthochdruck und Herzrhythmusstörungen.

## Werdegang
Böhm hat von 1977 bis 1984 Medizin an der MHH studiert. Von 1979 bis 1981 hat er seine Doktorarbeit am Zentrum für Toxikologie und Pharmakologie der MHH angefertigt. 1982 absolvierte Böhm einen Studienaufenthalt an der Tufts University in Boston, USA. Von 1982 bis 1984 war er Wissenschaftlicher Assistent in der Abteilung Allgemeine Pharmakologie am Universitätsklinikum Hamburg-Eppendorf. Von 1986 bis 1993 arbeitete Böhm als Wissenschaftlicher Assistent in der Medizinischen Klinik der Ludwig-Maximilians-Universität in München. Von 1993 bis 2000 war Böhm Oberarzt für Innere Medizin, ab 1995 als Professor für Innere Medizin und Kardiologie an der Universität zu Köln. 2000 wurde er als C4-Professor an die Universität des Saarlandes nach Homburg berufen.

## Auszeichnungen (Auswahl)
- 1989: Forschungspreis des Bundesministeriums für Jugend, Familie, Frauen und Gesundheit.
- 1989: Theodor-Frerichs-Preis der Deutschen Gesellschaft für Innere Medizin.
- 1990: Prix de Merite der Fondation Internationale pour la Substitution de L’Experimentation Animale Luxemburg
- 1992: Wissenschaftspreis Klinische Forschung der Smith Kline Beecham-Stiftung.
- 1993: Gerhard-Hess-Preis der Deutschen Forschungsgemeinschaft
- 1995: Heisenberg-Stipendiat der Deutschen Forschungsgemeinschaft (DFG).
- 1996: Walter Clawiter-Preis der Heinrich-Heine-Universität Düsseldorf.
- 1997: E. K. Frey-Preis der Deutschen Gesellschaft für Internistische Intensivmedizin.
- 2000: Arthur Weber-Preis der Deutschen Gesellschaft für Kardiologie – Herz- und Kreislaufforschung.
- 2002: Franz Groß-Wissenschaftspreis der Deutschen Liga zur Bekämpfung des hohen Blutdruckes – Deutsche Hypertonie-Gesellschaft.
- 2012: Silberne Ehrenmedaille der Europäischen Gesellschaft für Kardiologie.
- 2012: Bundesverdienstkreuz.
- seit 2012 Mitglied der Nationalen Akademie der Wissenschaften Leopoldina
- 2014: Ehrenmitglied der griechischen Kardiologengesellschaft.
- 2025: Carl-Ludwig-Ehrenmedaille[3]

## Publikationen (Auswahl)
- Michael Böhm und andere: Efficacy and safety of intravenous iron repletion in patients with heart failure: a systematic review and meta-analysis. In: European Heart Journal. 44(Supplement_2). 2023. DOI:10.1093/eurheartj/ehad655.820
- und andere: Mechanical thrombectomy in intermediate- and high-risk acute pulmonary embolism: haemodynamic outcome at 3 months. In: European Heart Journal 44(Supplement_2). 2023. DOI:10.1093/eurheartj/ehad655.820
- und andere: Association of heart rate with heart failure outcomes and the effects of empagliflozin in patients with preserved ejection fraction – EMPEROR-Preserved trial. In: European Heart Journal. 43(Supplement_2). 2022. DOI:10.1093/eurheartj/ehac544.983
- und andere: Application of win ratio methodology in the Global SYMPLICITY Registry for patients with atrial fibrillation or obstructive sleep apnea. In: European Heart Journal. 42(Supplement_1). 2021. DOI:10.1093/eurheartj/ehab724.2376
- und andere: Myokarditis. In: Therapie-Handbuch – Kardiologie. 2021. S. 119–124. DOI:10.1016/B978-3-437-23834-5.00010-4
- und andere: Persistence and cardiovascular outcomes with ramipril, atorvastatin, ASA as a single pill compared to the multi pill combination. A subanalysis of the START study, a claims data analysis. In: European Heart Journal. 41(Supplement_2). 2020. DOI:10.1093/ehjci/ehaa946.2964
- und andere: Ambulatory heart rate reduction after catheter-based renal denervation in hypertensive patients not receiving anti-hypertensive medications: Data from SPYRAL HTN-OFF MED, a randomized, sham-controlled, proof-of-concept trial. In: European Heart Journal. 40. 2019. S. 743–751. DOI:10.1093/eurheartj/ehy871